# Immigration polonaise dans les houillères de Ronchamp

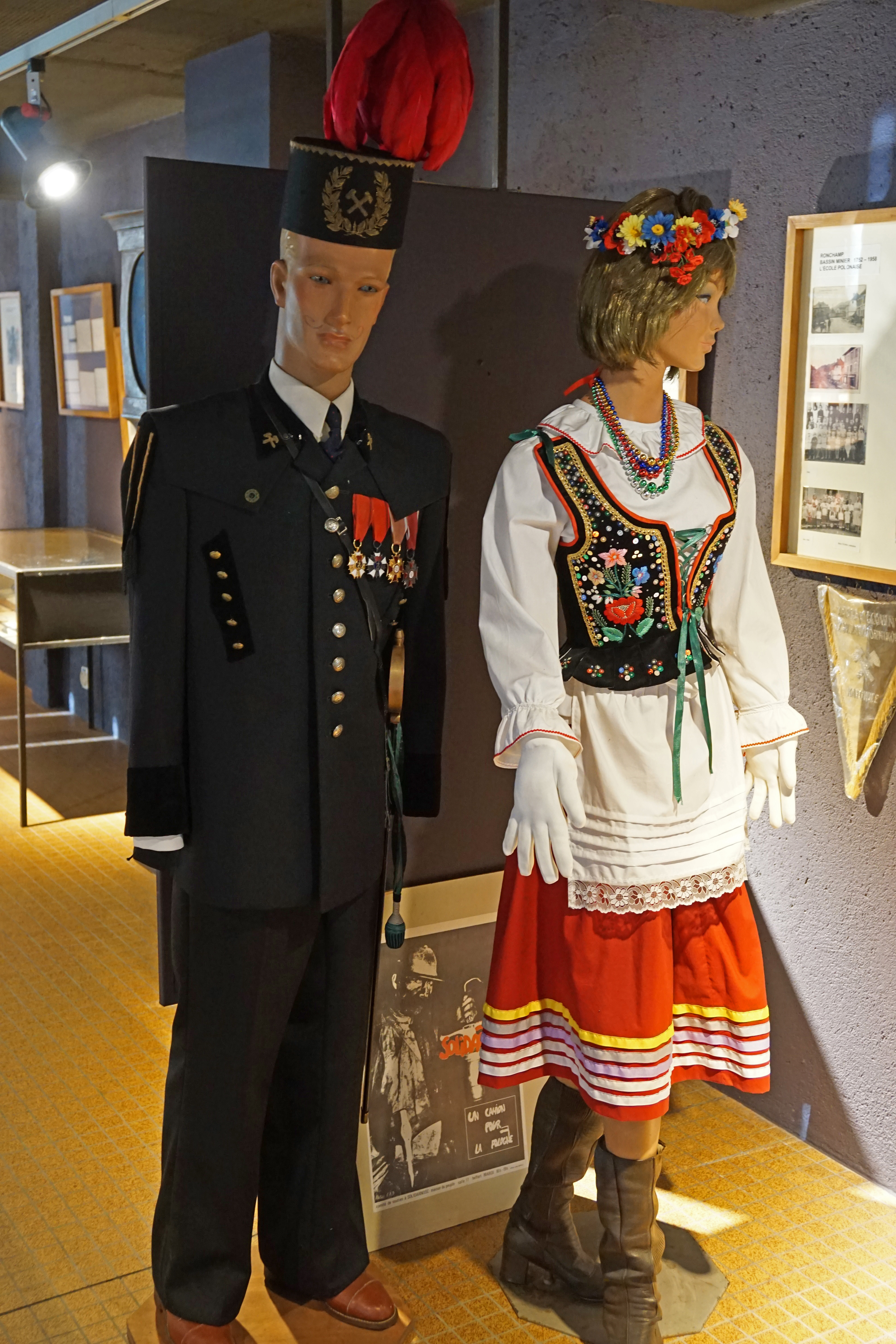
Costumes traditionnels de mineurs polonais au musée de la mine Marcel-Maulini.

L'immigration polonaise dans les houillères de Ronchamp est une importante immigration de population d'origine polonaise qu'a connue le bassin minier de Ronchamp, c'est également la plus importante et la plus influente. Elle s'est déroulée en trois phases pendant la période de l'entre-deux-guerres et a fortement influencé les traditions minières et culturelles de Ronchamp, qui est jumelée depuis 2003 à la ville de Sułkowice, située dans le Sud de la Pologne.

## Contexte

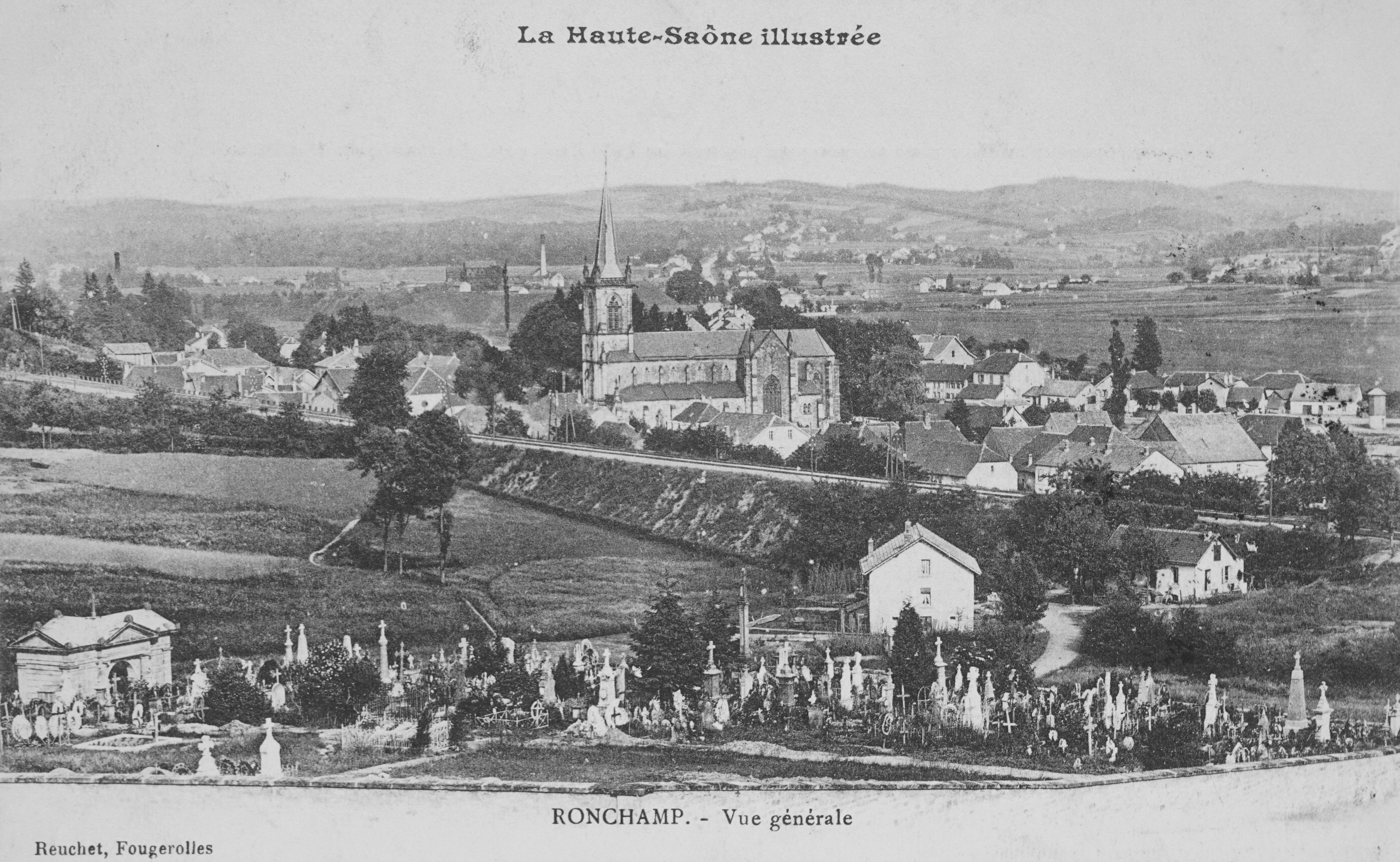
Vue générale de Ronchamp à la fin du XIXe siècle.

Dans les années 1850, les houillères de Ronchamp sont en pleine expansion et le nombre d'ouvriers va tripler au cours de la décennie, passant de 500 à 1 500. La demande en main-d’œuvre est telle que les communes voisines ne suffisent plus et la compagnie est alors contrainte d'embaucher des ouvriers étrangers. Ainsi, en 1861, une douzaine de Piémontais sont embauchés aux mines de Ronchamp. Mais ceux-ci, mal accueillis et mal perçus par la population et la direction, repartent rapidement. Plus tard, dans les années 1870, à la suite de la kulturkampf, des Polonais quittent leur pays, un petit nombre s'installe alors à Ronchamp.
Pendant la Première Guerre mondiale, de nombreux ouvriers mobilisés sont blessés, morts ou portés disparus, et l'État décide le recrutement d'ouvriers étrangers pour tenter de les remplacer. À Ronchamp, le problème de main-d’œuvre se fait moins sentir car des mineurs du bassin minier du Nord-Pas-de-Calais ou de Belgique ainsi que des prisonniers de guerre allemands sont employés dans les mines depuis 1916. Mais à la fin de la guerre, les ouvriers du Nord et les prisonniers allemands (400 aux mines de Ronchamp) rentrent chez eux et la reconstruction commence. Pour compenser ce brusque déficit, les houillères engagent 200 ouvriers chinois. Mais ces ouvriers sont encore mal vus par la population locale et les mineurs se mettent en grève pour exiger leur retrait des puits. En effet, ces ouvriers sont embauchés sans être formés aux métiers de la mine, et bien qu'ils ne représentent que 20 % des effectifs, 30 % des accidents du fond leur sont dus. Or, en 1919, la Pologne connait une forte croissance démographique, tandis que la France manque d'ouvriers. Le 3 septembre 1919, les deux pays signent une convention d'immigration régissant l'introduction de travailleurs polonais sur le territoire français. En décembre de la même année, les houillères de Ronchamp reçoivent donc 112 ouvriers agricoles polonais originaires de la région de Varsovie en remplacement des Chinois. Les Polonais sont globalement bien accueillis par la population ronchampoise, mais leur intégration reste difficile. Ces ouvriers sont venus à Ronchamp sans leur famille pour un métier qu'ils ne connaissent pas. À cela s'ajoute la barrière de la langue et un territoire inconnu. C'est pour ces raisons que la plupart repartiront. Néanmoins, avec une famille de cinq enfants et vingt-six célibataires, la nationalité polonaise reste la troisième plus importante à Ronchamp en 1921, date à laquelle l'immigration va s'intensifier.

## Afflux
Lorsque la France occupe Düsseldorf et Duisbourg, de nombreux mineurs polonais s'installent en Westphalie avec leur famille, mouvement qui s’amplifie en janvier 1923. Les mineurs allemands font alors grève, contrairement aux polonais qui poursuivent le travail. Les autorités françaises et polonaises conseillent alors aux mineurs de se faire embaucher dans les mines françaises. Les houillères de Ronchamp profitent alors d'une importante arrivée de mineurs qualifiés jusqu'en 1925. Ainsi, en janvier 1924, sur 972 mineurs, 403 sont polonais. L’apogée de l'effectif polonais est atteinte en septembre de la même année avec 581 ouvriers.
En 1925, la proportion de Polonais chute brusquement à la suite de l'arrêt du recrutement et à une mauvaise situation commerciale. Mais l'année suivante, l'administration constate qu'il y a autant de départs que d’arrivées. En 1926, la stabilisation monétaire Poincaré stoppe l'inflation ce qui provoque une crise économique en France. Ainsi, de nombreuses compagnies minières dont celle de Ronchamp licencient des ouvriers polonais jusqu'en 1927. En 1929, l'effectif de Polonais aux mines de Ronchamp est au plus bas avec 132 ouvriers.
En avril 1929, la réouverture des frontières favorise le retour d'étrangers à Ronchamp. Les Polonais arrivent alors à un rythme élevé, leur nombre augmente de 308 en février 1930 à 450 en janvier 1931. 70 % d'entre eux logent dans les communes de Ronchamp, Champagney et Magny-Danigon, au plus près de leur lieu de travail. Les autres vivent dans des communes limitrophes telles que Clairegoutte, Frédéric-Fontaine et Palante. Au début de l'année 1931, le bassin minier de Ronchamp compte 1 017 Polonais dont 424 ouvriers, ils représentent alors 90 % de la population étrangère et la moitié de l'effectif des houillères.

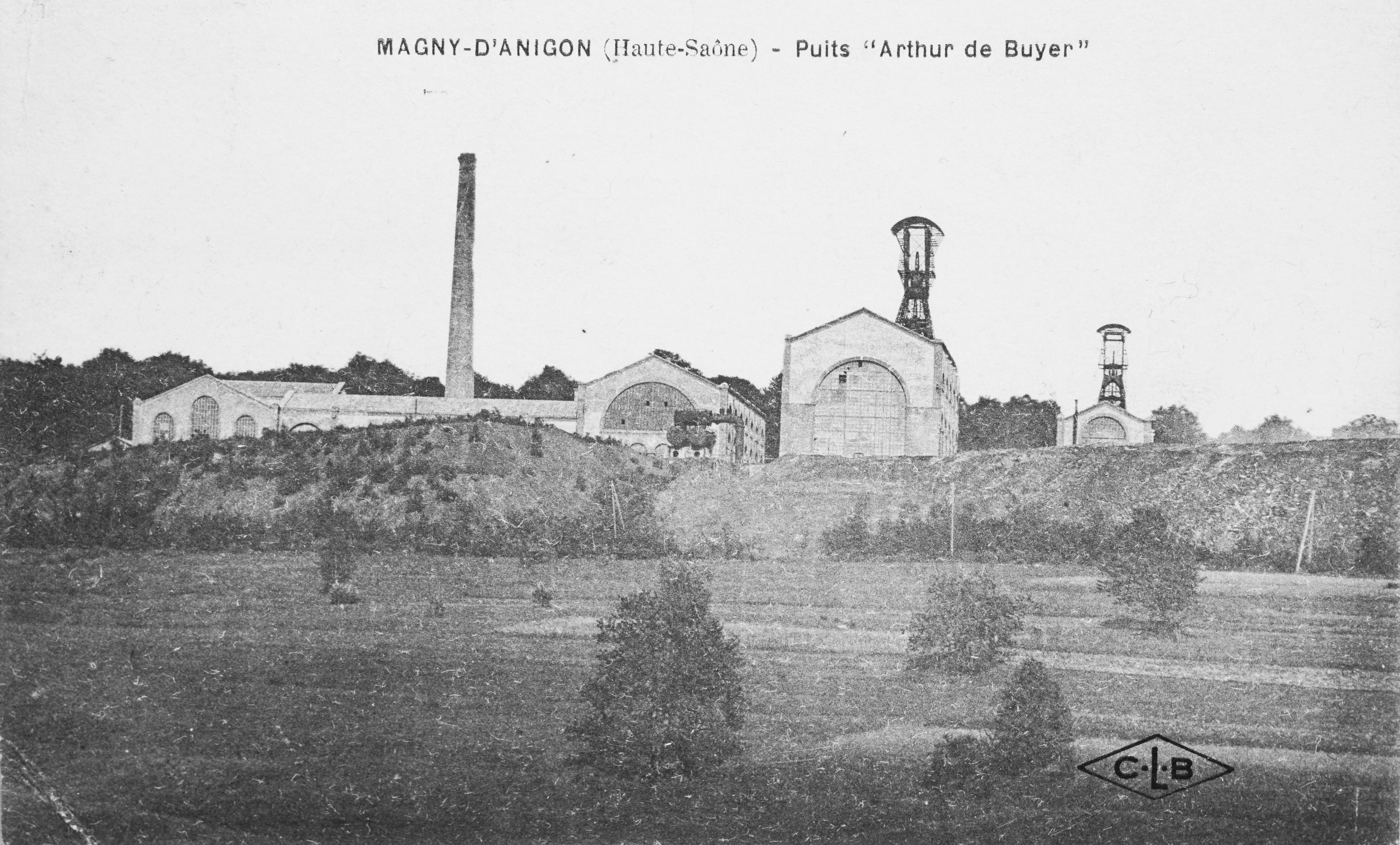
Le puits Arthur-de-Buyer, où ont travaillé de nombreux immigrés polonais.

| Année | Familles polonaises |
| ----- | ------------------- |
| 1921  | 1                   |
| 1923  | 42                  |
| 1924  | 87                  |
| 1925  | 135                 |
| 1927  | 201                 |

## Crise et guerre
Dans les années 1930, les houillères de Ronchamp sont fortement touchées par la crise économique. Malgré les difficultés financières, la compagnie croit à une reprise prochaine et se contente de stopper l'embauche, d'encourager les départs volontaires et fait très peu de licenciements. En 1934, la compagnie décide subitement un licenciement massif des effectifs polonais, c'est ainsi que 124 mineurs sont renvoyés des mines de Ronchamp. Certains sont reconvertis en ouvriers agricoles grâce à l'aide versée par le gouvernement, d'autres préféreront rejoindre d'autres bassins miniers ou travailler dans les usines autour de Belfort et Montbéliard. La diminution des effectifs polonais se poursuit l'année suivante, où 112 ouvriers sont licenciés. De plus, les cartes d'identité des travailleurs polonais ne sont désormais valables que dans le département où elles sont délivrées, ce qui réduit leurs possibilités de mobilité pour retrouver un emploi.
Après 1936, l'activité minière redémarre légèrement et les houillères ont besoin de nouveaux mineurs, c'est ainsi que des Polonais précédemment licenciés retournent travailler à Ronchamp. L'effectif des mineurs de fond passe ainsi de 491 en décembre 1937 à 542 en mars 1938. En 1938, le gouvernement Daladier prend des mesures à l'encontre des étrangers pour limiter la libre circulation, rendre leur naturalisation plus difficile et leur imposer un livret sanitaire. En 1939, leur liberté associative est réduite. Ces mesures déclenchent des mouvements sociaux à Ronchamp qui ne seront pas réprimés, contrairement à d'autres bassins miniers. En 1939, avant la mobilisation française pour la Seconde Guerre mondiale, plusieurs fils d'immigrés polonais refusent d'être naturalisés pour y échapper, mais restent susceptibles d'être appelés au combat. En août 1940, les autorités allemandes recensent 509 Polonais vivant dans le bassin minier dont 163 sont employés par la mine.

## Influence culturelle

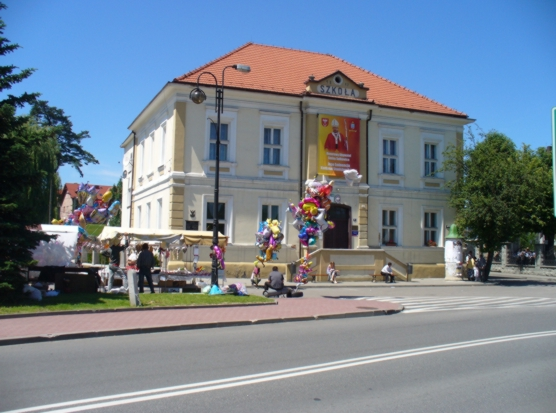
La mairie de Sułkowice.

L'immigration polonaise a fortement influencé les traditions minières et culturelles de Ronchamp. Dans tous les bassins miniers français, des mesures sont prises pour favoriser les liens sociaux entre les immigrés afin de favoriser leur productivité. C'est ainsi que des cités minières sont construites pour les familles d'immigrés, un enseignement et un encadrement religieux spécifique sont mis en place. Les Polonais organisent régulièrement des processions et des pèlerinages spécifiques à leurs coutumes, mais les habitants locaux y participent parfois, comme lors de la fête nationale polonaise, à laquelle participe l'harmonie des houillères, uniquement composé de musiciens français. Des associations sont également créées pour maintenir la culture polonaise à Ronchamp, comprenant musique, danse, sport, théâtre, art et religion. La compagnie et les associations locales cherchent également à rapprocher les deux communautés, notamment par le biais de clubs sportifs, d'un comité des fêtes franco-polonais et de petits commerces. De plus, les deux communautés partagent naturellement des traditions minières communes.
Après l'arrêt des « Rétrofolies » en 2000, le comité des fêtes de Ronchamp souhaite mettre en place un nouvel événement pour la commune et décide d’organiser une fête franco-polonaise en l'honneur des anciens mineurs polonais de Ronchamp du 14 au 16 septembre 2001. Cette fête est motivée par l'envie pour les descendants de ces mineurs de renouer avec leur pays d'origine. C'est à la suite de cette fête que la commune et le comité des fêtes décident d'établir un jumelage avec une ville polonaise. Des recherches sont menées dans la région de Cracovie, car c'est de cette région dont seraient originaires les mineurs polonais de Ronchamp (conviction infirmée par des recherches historiques ultérieures). Un rapprochement se fait rapidement avec la ville de Sułkowice qui était la plus motivée. Au cours des années suivantes, plusieurs voyages sont organisés entre les deux communes. Leur jumelage est officialisé le 21 septembre 2003 lorsque les deux maires, Raymond Massinger et Joseph Mardaus, signent un parchemin. Ce jumelage intervient dans le contexte particulier de la  procédure d’adhésion de la Pologne à l'Union européenne,,.
Dans le cadre de la politique de développement culturel du parc naturel régional des Ballons des Vosges, un spectacle de danse contemporaine est créé à Ronchamp par le comité des fêtes pour rendre hommage aux anciens mineurs polonais et célébrer le jumelage avec Sułkowice. Le spectacle, intitulé Swiatlo, litt. « lumière » en polonais, est joué à l'occasion des Journées européennes du patrimoine, en septembre 2004 par une troupe de trois musiciens et quatre danseurs de Belfort. En 2005, le spectacle est interprété dans deux autres communes du parc naturel : Giromagny et Gérardmer. Il est également joué en Chine.
Des messes en polonais sont organisées une fois par mois dans l’église Notre-Dame-du-Bas de Ronchamp par la mission catholique polonaise du Nord-Est, c'est l'une des conséquences de l'immigration polonaise toujours visible en 2005.